# Clavija harlingii
Clavija harlingii är en viveväxtart som beskrevs av B. Ståhl. Clavija harlingii ingår i släktet Clavija och familjen viveväxter. Inga underarter finns listade i Catalogue of Life.